# 横西奏恵
横西 奏恵（よこにし かなえ、1974年7月6日 - ）は、日本の元ボートレーサーである。登録番号3774。76期生。徳島支部所属。師匠は濱村芳宏。身長156cm。血液型A型。石川県白山市（旧松任市）出身。生後まもなく徳島県に移り住んだ。一時期埼玉県川口市に在住し、ボートレース戸田でレースを見たことが選手を志すきっかけになった。
ニックネームは「かなちゃん」「横ちん」「マヨニシ」。
以前に後輩で同じく本栖チャンプである佐々木和伸と結婚したが、後に離婚。2018年にボートレーサーとなった山崎小葉音は佐々木との間にできた子供（現夫である山崎とは養子の関係である）。その後引退後に山崎との間に1児（女児）を授かっている。
2010年12月1日に競艇選手の山崎智也と再婚。これにより本名は山崎奏恵となったが登録名は旧姓のまま引退まで変更されなかった。

## 来歴
埼玉県立川口青陵高等学校出身。3度目の受験で本栖研修所に合格。1994年3月、76期訓練生として本栖研修所へ入所。同期には原田幸哉・瓜生正義・魚谷智之など。
1995年4月19日、第76期本栖研修所修了記念競走で優勝。女子選手としては史上4人目の本栖チャンプとなる。1995年5月20日、鳴門競艇場で初出走2着。同日2走目で初勝利を飾る。
1999年3月5日、尼崎競艇場にて開催された第12回JAL女子王座決定戦競走（当時GII）優勝戦で悲願のデビュー初優勝。フライング2本持ちと絶体絶命の重荷を背負いながらも、大外からコンマ.10の全速まくりを決めてインに陣取っていた鵜飼菜穂子、海野ゆかり、高橋淳美らの強豪を一気に沈めて栄光を掴み取った。
2006年3月5日、浜名湖競艇場にて開催された第19回JAL女子王座決定戦競走 (GI)優勝戦で7年ぶり2度目の優勝。この年の総理大臣杯競走の出場権を得る。2006年3月16日 - 3月21日、平和島競艇場にて開催された第41回総理大臣杯競走（SG）に初出場。女子選手としては寺田千恵以来となる史上2人目のSG優勝戦進出（6着）を果たす。2006年12月19日 - 12月24日、住之江競艇場にて開催された第21回賞金王シリーズ戦競走(SG)に初出場。
2007年7月29日、丸亀競艇場にて開催された女子リーグ第5戦で完全優勝を達成した。2007年8月4日、三国競艇場にて開催された女子リーグ第6戦2日目最終12競走で1着を取り、16連勝を達成。女子選手の連勝記録を更新する。翌8月5日(3日目)、第7競走でも勝利し、17連勝まで記録を伸ばすも、後半第11競走は3着だった。
2008年3月9日、津競艇場にて開催された第21回JAL女子王座決定戦競走(GI)優勝戦で2年ぶり3度目の優勝を飾る。3度目の女子王座優勝は鵜飼菜穂子と並び、歴代最多タイとなった。
2009年後期（7月1日~12月31日）適用勝率で、女子レーサー史上初の8点レーサーとなる勝率8.05（2連対70.30%・3連対80.20%）をマークしている。
2010年は、第23回JAL女子王座決定戦競走(GI)準優勝戦でフライングを切り、GI競走3か月除外（当時の罰則）に加えて出走回数不足でB1に降級。その後女子リーグで3回優勝したが、児島競艇の女子リーグ戦で再びフライングを切り、2011年の第24回女子王座決定戦競走(GI)の出場ができなくなった。
2011年5月24日、笹川賞で夫の山崎智也と共にドリーム戦に出場。SGドリーム戦で史上初の夫婦対決となり、さらに山崎を破って1着となり、女性選手がSG競走でドリーム戦1着という史上初の快挙を達成した。さらに5年ぶりとなるSG優勝戦に進出し、2コースから.09の好スタートを決めたものの6着に終わった。
2012年12月19日付で引退したことが発表された。最後のレースは、3日前の12月16日にBOAT RACE大村で行われた第1回賞金女王決定戦6日目(最終日)第10競走の順位決定戦で4着だった。そして横西の引退日から4日後の12月24日に夫の山崎智也がBOAT RACE住之江で行われた第27回グランプリのファイナルを制し開始前の12位からの大逆転での初の賞金王を決めた。翌日の新聞には『妻・奏恵の夢をかなえた！』の見出しで夫・山崎との抱擁シーンの写真が映った。

## 人物
二人姉妹の次女である。父親が転勤族で引っ越しの多い家庭だった。
勉強よりも体を動かすのが大好きな子供だった。それをわかっていた父親に「女でもできる競艇選手になったら」と言われ、「選手」という言葉が気持ちよく響いたのを覚えている。高校3年の進路選択時、競艇好きの担任、父親に勧められたのをきっかけに競艇選手を志す。担任に連れられて戸田競艇場を見学、そこで「競艇選手になりたい」と強く思うようになった。当時の担任曰く、「競艇選手養成が厳しいのは知っていた」、「横西はバスケットボールをやっていて運動能力があるし、へこたれない根性のある生徒だと思っていた」とのこと。この恩師とは今でも連絡を取り合っている。本栖研修所の卒業時、父親が徳島に戻っていたので徳島支部を選ぶ。
趣味は釣り。ポイントにある筏に船で乗り付け、カツオの一本釣りなどをする。大のパチスロ好きとしても有名で、香川素子、細川裕子らとともに「パチスロ部」を結成するほど。合言葉は「設定（特に吉宗）は6がいい・着順は1がいい」。パチスロ部のジャンパーには「恐怖の回転ドラム・やられたお札は数知れず」と縫い取られている。ゴキブリが大嫌いで、高いところとジェットコースターが苦手である。
愛称の「マヨニシ」は、人より前腕部が短い様子を後輩レーサーの長嶋万記に「（腕が）マヨネーズ（の容器）みたい」と表現されたことがきっかけで定着した。
濱村芳宏によると、「本栖訓練所の所長から『今度、横西という女性トップ（競艇選手）になりそうなのが出てくるから、面倒見てやってくれ』と依頼されて師匠になった」という。また、「（横西が）『話があります』いうて電話よこす時は、大体こっちがびっくりする話になる。選手辞める話とか、山崎智也と結婚する話とか（笑）」という。

## 成績・獲得タイトル・表彰
- 通算勝利数　1,101勝（女子歴代9位）
- 通算優勝回数　46回（女子歴代3位）
- 女子王座決定戦優勝回数　3回（歴代1位タイ）
  - GI 第19回JAL女子王座決定戦競走（2006年）
  - GI 第21回JAL女子王座決定戦競走（2008年）
  - GII 第12回JAL女子王座決定戦競走（1999年）
- 女子リーグ戦優勝回数　18回（歴代5位タイ）
- SG競走出場回数　26回（女子歴代3位タイ）
- SG競走準優出回数　4回（女子歴代1位）
- SG競走優出回数　2回（女子歴代1位）
  - 2006年・平和島・第41回総理大臣杯・優出6着
  - 2011年・尼崎・第38回笹川賞・優出6着
- 女子選手初のSG競走ドリーム戦出場（2011年・笹川賞）
- 17連勝（2007年6月〜8月）（歴代9位タイ・女子歴代1位）
- 10節連続優出（2010年）（女子歴代2位）
- 期間勝率女子第1位　6回（歴代6位タイ）
- 女子選手の最高期間勝率　8.24（2011年前期適用）
- 生涯勝率　6.84（女子歴代1位）
- 生涯獲得賞金　4億4898万366円（女子歴代13位）
- 女子年間獲得賞金額第1位（2006、2008年）
- 優秀選手表彰／優秀女子選手（2006、2008年）
  - 平成18年優秀女子選手
  - 平成20年優秀女子選手
- 日刊スポーツ競艇三賞／特別賞（2006、2008、2009年）

【横西奏恵選手の主な成績】